# Toto Wolff
Pour les articles homonymes, voir Christian Wolff, Wolff et Toto.
Torger Christian Wolff dit Toto Wolff, né le 12 janvier 1972 à Vienne (Autriche), est un ancien pilote automobile autrichien. 
Il est actionnaire minoritaire de la société Mercedes-Benz Grand Prix Ltd qui gère les activités de Mercedes-Benz en sport automobile. L'écurie de Formule 1 qu'il dirige établit en 2021 un record de huit titres des constructeurs remportés consécutivement depuis 2014, ainsi que sept titres des pilotes, six gagnés par Lewis Hamilton et un par Nico Rosberg.
Son épouse, Susie Wolff, est une ancienne pilote de course automobile britannique.

## Biographie
Toto Wolff, homme d’affaires autrichien qui a fait fortune dans le sport automobile (notamment dans le championnat allemand de voitures de tourisme), commence la compétition automobile en Autriche, dans le championnat de Formule Ford. Il se tourne ensuite vers les championnats de tourisme et remporte, entre autres, dans sa catégorie, les 24 Heures du Nürburgring en 1994. Il participe à différents championnats GT organisés par la Fédération internationale de l'automobile (FIA) durant une dizaine d'années en remportant quelques courses. En 2006, à 34 ans, il se lance dans le rallye et termine second du championnat autrichien. Toujours en 2006, il remporte la première édition des 24 Heures de Dubaï.
Dès 1998, il investit dans des entreprises, notamment spécialisées dans les nouvelles technologies. En 2006, il investit dans l'entreprise allemande HWA AG qui développe des moteurs de Formule 3 et qui est active dans le Deutsche Tourenwagen Masters pour Mercedes-Benz. Enfin il devient copropriétaire d'une société de gestion de pilote avec le double champion du monde de Formule 1 Mika Häkkinen. Il s'occupe notamment d'Alexandre Prémat, Bruno Spengler et Valtteri Bottas.
Après un passage dans l'écurie britannique Williams Racing dont il est un temps actionnaire à 15 %, il succède à Norbert Haug au poste de directeur exécutif de Mercedes-AMG Petronas Formula One Team, dès la saison 2013. Il a vendu toutes ses actions Williams Racing pour éviter un conflit d’intérêts mais, à la suite d'une transaction annulée, reste finalement actionnaire à hauteur de 5 %,.
Sous sa direction, Mercedes Grand Prix remporte huit titres des constructeurs consécutifs (2014, 2015, 2016, 2017, 2018, 2019, 2020 et 2021), sept championnats du monde des pilotes (Lewis Hamilton en 2014, 2015, 2017, 2018, 2019 et 2020, Nico Rosberg en 2016) et gagne sur cette période 111 des 160 Grand prix disputés, obtient 117 pole positions et réalise cinquante-trois doublés,,. Il est actionnaire minoritaire de l'écurie.

## Vie privée
Toto Wolff vit avec sa femme Susie Wolff (née Stoddart) dont il a un garçon, Jack, né en 2017.
Toto a deux autres enfants de sa précédente union avec Stephanie Wolff : un garçon et une fille, Benedict et Rosa,
En plus de l'allemand, il parle anglais, français, italien et polonais.